# Distretto di Nurdağı
Il distretto di Nurdağı (in turco Nurdağı ilçesi) è uno dei distretti della provincia di Gaziantep, in Turchia.